# بكار بن قتيبة
بكَّار بن قتيبة (القاضي بكار) هو ابن أسد بن عبيد الله بن بشير بن صاحب رسول الله -صلي الله عليه وسلم- أبي بكرة نفيع بن الحارث. كان مولده في سنة اثنتين وثمانين ومائة بالبصرة.
وكان القاضي بكار من كبار المحدثين الحفاظ في زمانه، وروى حديث رسول الله صلى الله عليه وسلم عن أعلام المحدثين البصريين في أيامه مثل الإمام المحدث صفوان بن عيسى الزُهري، والإمام أبي داود الطيالسي، الحافظ الكبير، صاحب المسند، وعن الإمام يزيد بن هارون، والحافظ مؤمل بن إسماعيل العدوي، والإمام الحافظ عبد الصمد بن عبد الوارث التنوري.
أمضى بكار بن قتيبة 64 سنة من حياته في البصرة، ولا تفيدنا كتب التاريخ كثيراً عن حياته قبل ذهابه إلى مصر، حين عينه الخليفة العباسي المتوكل على الله قاضياً على مصر سنة 246، لما اشتهر عنه من العلم والزهد والورع والفضل. يذكر كتاب تاريخ الخلفاء أنه توفي في زمن الخليفة العباسي المعتمد على الله.

## انظر ايضاً
- مشهد القاضي بكار